# Spider-Man: Mysterio's Menace
Spider-Man: Mysterio's Menace es un videojuego de acción de 2001 basado en los cómics estadounidenses de Marvel Comics sobre el superhéroe Spider-Man. En la historia, el protagonista investiga varios crímenes cometidos por sus enemigos, que están liderados por el supervillano Mysterio.
Mysterio's Menace fue desarrollado por Vicarious Visions y publicado por Activision para Game Boy Advance como secuela de Spider-Man 2000 y su continuación Spider-Man 2: Enter Electro para Game Boy Color. Recibió críticas positivas de varios periodistas especializados en videojuegos, que alabaron sobre todo la calidad de los gráficos, el sonido y los controles, pero al mismo tiempo criticaron el juego por la corta duración de la campaña argumental.

## Sistema de juego
Spider-Man: Mysterio's Menace es un videojuego de acción en 2D de desplazamiento lateral en el que el jugador controla a Spider-Man. El personaje tiene varios superpoderes, entre ellos: saltos de altura, arrastrarse por superficies y varios usos de la telaraña: para envolver a los enemigos, balancearse sobre el suelo y crear un fuerte escudo; el protagonista utiliza uppercuts, patadas y puñetazos con salto en combate. Tiene puntos de salud y una escala de telaraña: los primeros disminuyen cuando recibe daño y los segundos se consumen cada vez que usa una de sus habilidades especiales; el jugador los repone con potenciadores del juego repartidos por los niveles. Además del traje clásico, hay cuatro trajes adicionales disponibles a medida que avanzas: un traje térmico que te protege de los ataques de fuego y congelación, un traje eléctrico que te protege de los ataques eléctricos, un traje blindado que reduce el daño y un traje simbiótico que repone tu salud con regularidad.
La narración se desarrolla a través de planos estáticos y cuadros de diálogo al estilo de los cómics. Los acontecimientos del juego se desarrollan en la ciudad de Nueva York: la campaña de la historia consta de siete etapas con varias zonas de transición. El jugador elige una de las misiones disponibles en el mapa del juego en el orden que prefiera; le exigen que despeje la zona de enemigos —matones callejeros, gángsters, ninjas y robots— para liberar rehenes o encontrar objetos ocultos. Al final de algunas fases aparecen jefes. El juego tiene tres niveles de dificultad: fácil, normal y difícil. Los datos del juego se guardan mediante un sistema de copia de seguridad con contraseña.

## Trama
Mary Jane Watson, la esposa de Peter Parker, le pide que le traiga una pecera para los peces de colores que ha ganado recientemente en un parque de atracciones. Antes de que el joven pueda aceptar el trabajo, se entera por las noticias de televisión de una serie de crímenes cometidos en todo Manhattan durante la noche: un repunte de la actividad criminal en el centro, disturbios en el muelle 54 y en una acería. Para dar sentido a los acontecimientos, Parker se pone el traje de su alter ego, Spider-Man.
Al llegar al centro de la ciudad, el superhéroe se enfrenta a unos gánsteres liderados por Hammerhead: este último escapa a un club nocturno donde sus hombres tienen rehenes. Tras liberar a los civiles, Spider-Man derrota a Hammerhead en una pelea y se entera de que trabajaba para un empleador desconocido; en una de las cajas del club, el superhéroe encuentra un transmisor láser. Spider-Man llega al muelle 54 situado en los muelles de la ciudad y se enfrenta a Rhino. Tras fracasar en la batalla, el supervillano confiesa que alguien le ha ordenado desviar la atención de la policía para que los cómplices de su empleador puedan entregar un misterioso cargamento en el museo de la ciudad. Spider-Man se infiltra en el museo, asediado por ninjas criminales que le retienen el tiempo suficiente para que Escorpión coloque el contenido del cargamento por todo el edificio. Tras derrotar a Sasori, el superhéroe reconoce un proyector holográfico. A continuación, viaja a una acería donde derrota a Gran Rueda, que le revela las intenciones de su jefe de aumentar la potencia del reactor de la central.
Al darse cuenta de que la central está a punto de explotar, Spiderman acude al reactor y descubre a Electro en el lugar. Tras derrotarlo, el superhéroe deduce que su enemigo pretendía colocar el transmisor láser que encontró antes en una torre cercana. Tras reunir todas las pistas, Spider-Man establece la identidad de su misterioso empleador, Mysterio. El Amo de las Ilusiones convierte la ciudad de Nueva York en un desolado mundo de pesadilla, tras lo cual el superhéroe acude a enfrentarse a él en un parque de atracciones. Al final, Spider-Man sale victorioso de la batalla, devuelve su ciudad natal a su estado anterior y regala a Mary Jane el casco de Mysterio como acuario.

## Desarrollo y producción
Mysterio's Menace fue creado por desarrolladores del estudio Vicarious Visions, mientras que Activision, propietaria de los derechos de publicación de los juegos de Spider-Man, se encargó de su distribución. El proyecto se creó como continuación de Spider-Man 2000 y su secuela Spider-Man 2: Enter Electro para Game Boy Color, y estaba pensado como exclusiva para la consola portátil Game Boy Advance. En marzo de 2001, representantes de Activision publicaron en la red las primeras capturas de pantalla y detalles sobre el juego: así se supo que el proyecto sería un juego de desplazamiento lateral en el que los jugadores podrían utilizar las habilidades clásicas de Spider-Man. Según la sinopsis publicada, Mysterio convirtió Manhattan en un desolado mundo de pesadilla, y Spider-Man tuvo que devolver la ciudad a su estado anterior. En mayo, empleados del editor revelaron detalles adicionales sobre el proyecto durante la feria de videojuegos E3. El juego salió a la venta en Estados Unidos y Europa en septiembre de 2001, mientras que en Japón el juego salió a la venta en abril. En 2005, Activision reeditó Mysterio's Menace y X2: Wolverine's Revenge en un cartucho de lanzamiento conjunto.

## Recepción
Spider-Man: Mysterio's Menace recibió críticas positivas de la crítica, que lo reconoció como uno de los mejores juegos de Spider-Man: ocupó el 7º puesto en la lista de «Los 10 juegos más jugados» de Comic Book Resources y ocupa el 5º lugar entre los «juegos de peor a mejor» según Screen Rant, los críticos de Game Rant lo nombraron uno de los «24 mejores juegos», «Los 5 mejores juegos portátiles» y «Los 7 juegos olvidados», y WhatCulture lo situó en el puesto 4 de su lista de «Los 10 juegos más infravalorados»; TheGamer y Screen Rant también nombraron Mysterio's Menace uno de los «10 mejores juegos de superhéroes para Game Boy Advance». En Metacritic, el sitio agregador de reseñas, tiene una puntuación de 84 sobre 100, y en GameRankings es de 80,38 sobre 100 %.
Los periodistas del sector coinciden en que la mayor virtud del juego es su aspecto visual. Según Craig Harris de IGN Mysterio's Menace es uno de los juegos de acción más bellos para GBA: el crítico destacó la calidad «fotorrealista» de los fondos y el alto nivel de detalle de los sprites. Frank Provost de GameSpot ha destacado la variedad de lugares que visita Spider-Man, desde las calles de Nueva York y un yate de juego hasta una sucia planta química y un parque de atracciones demoníaco. En su artículo para Nintendo World Report, Jonathan Metts elogiaba las brillantes y bellas inserciones de los cuadros de diálogo, que, según un crítico de GameZone, parecen auténticos paneles de Marvel Comics, y el crítico de GamePro dijo «animación suave y colores dinámicos».
Los críticos de las publicaciones de videojuegos alabaron el componente sonoro de Mysterio's Menace. Según un crítico de GamePro, los efectos de sonido de este juego eran tan «geniales» que podías sentir el chasquido de la mandíbula de un adversario al asestarle un golpe. Harris señaló su «interactividad» en el ejemplo del nivel con la discoteca: mientras que en el exterior del edificio suena un eco apagado, en el interior de la sala el sonido se amplifica muchas veces. Para Skyler Miller de AllGame la selección de temas fue un éxito: en la discoteca sonaba tecno y en el casino, jazz.
A los críticos les gustó el diseño de la jugabilidad de Mysterio's Menace: Metts lo alabó por la variedad de condiciones necesarias para completar los niveles y la minuciosidad de las misiones, que las hacían divertidas de explorar, y alabó los «fantásticos» controles: lo que más le gustó fue la capacidad de respuesta de los controles para realizar acrobacias y la variedad de ataques del protagonista. Un crítico de GameZone calificó Mysterio's Menace de «buen juego de acción con gráficos en 2D».
Por otra parte, se han criticado varios aspectos del juego: por ejemplo, Harris calificó el sistema de combate de «poco pulido» y los controles de «toscos», lamentando la necesidad de acercarse al enemigo para golpear. Jay Fitzeloff afirma que las excelentes animaciones y gráficos enmascaran la monotonía del juego. Los redactores de Electronic Gaming Monthly consideraron el juego «un proyecto de Spidey corto, pero decente». Metts también concluyó que los desarrolladores podrían haber añadido dos o tres niveles y más enemigos famosos de Spider-Man como Venom y el Doctor Octopus a la campaña de la historia. Según un crítico de GameZone, a pesar de la buena música, los efectos de sonido no resultaron muy realistas.